# ГЕС Піквік
ГЕС Піквік (англ. Pickwick Landing Dam) – гідроелектростанція у штаті Теннессі (Сполучені Штати Америки). Знаходячись між ГЕС Вілсон (вище по течії) та ГЕС Кентуккі, входить до складу каскаду на річці Теннессі, яка дренує Велику долину у Південних Аппалачах та після повороту на північний захід впадає ліворуч до Огайо, котра в свою чергу є лівою притокою Міссісіпі (басейн Мексиканської затоки). 
В межах проекту річку перекрили комбінованою греблею висотою 34 метри та загальною довжиною 2351 метр. Вона включає південну насипну ділянку з висотою до 20 метрів та розташовану у руслі бетонну частину, котра потребувала 519 тис м3 матеріалу і складається з машинного залу, водопропускних шлюзів та судноплавних шлюзів. Останні, введені у дію в 1938 та 1984 роках, мають розміри камер 122х34 метри та 305х34 метри відповідно. Гребля утримує витягнуте по долині річки на 85 км водосховище з площею поверхні 174 км2 та об’ємом 1,14 млрд м3, з яких 0,6 млрд м3 можуть використовуватись для протиповеневих заходів. 
Машинний зал обладнаний шістьома турбінами типу Каплан загальною потужністю 229 МВт, які використовують напір у 13 метрів.